# Actienieuws
Actienieuws was een nieuwsprogramma van SBS6.

## Start
In augustus 1997 begon de jonge commerciële zender SBS6 met het snel gemonteerde programma Actienieuws. Dit programma werd om 19.00 en een bepaalde periode om 19.30 uitgezonden. Met de komst van dat programma, dat zich voornamelijk richt op misdaadnieuws, bracht SBS6 voor het eerst ook buitenlands nieuws op zender. Actienieuws werd in duo's gepresenteerd door Carine Holties, Willem Ekkel, Marleen Houter, Ger Koedam en Pernille La Lau. Het 25 minuten durende programma verdween per maart 1999 van de buis.

## Terugkeer
In januari 2004 keerde het programma terug met presentatrice Gallyon van Vessem. Bij ziekte of afwezigheid viel Mariëtte Fehmers in en incidenteel Selma van Dijk. Actienieuws werd uitgezonden vanuit dezelfde studio als Hart van Nederland, met iets andere (blauwe) belichting en klein verschil aan de desk. Aanvankelijk werd de opener "Live vanuit Amsterdam, Actienieuws, nieuws dat je raakt" gebruikt, later werd de tekst nieuws dat je raakt vervangen door "met <naam presentatrice>".
Actienieuws wist geregeld boven de half miljoen kijkers uit te komen en was daarmee een succes in de vernieuwde vooravond van SBS6. Het programma werd aanvankelijk iedere werkdag om 19.15 uitgezonden en duurde 15 tot 20 minuten. In augustus 2005 werd het programma verplaatst naar 19.00 uur (officieel 18.59 uur). en duurt nu 25 minuten. Aansluitend werd het programma Show van Nederland (later Shownieuws) uitgezonden. In de uitzendingen werd vaak live geschakeld met verslaggevers op locatie, onder wie Ilse van Wingerden, Remko Theulings en Hans de Herdt.
De hoge kosten van het programma zorgden ervoor dat in 2006 het doek opnieuw viel voor Actienieuws. Op vrijdag 11 augustus was de laatste uitzending te zien. Actienieuws werd opgevolgd door een vroege editie van Hart van Nederland. Presentatrices Gallyon en Mariëtte (Selma presenteerde al sinds 2003) gingen beiden mee naar het landelijke nieuwsprogramma, waarna Mariëtte in 2007 vertrok.